# Eduard Gusbeth
Eduard Gusbeth (n. 30 august 1839, Brașov, Imperiul Austriac – d. 12 aprilie 1921, Brașov, România) a fost un medic brașovean, doctor în medicină al Universității din Viena, memorialist.
În anul 1914 a relatat despre zborurile efectuate de Albert Ziegler deasupra Brașovului, care constituiau evenimente senzaționale în epoca respectivă.

## Scrieri
- Zur Geschichte der Sanitäts–Verhältnisse in Kronstadt. Römer & Kammer, Kronstadt [Brașov] 1884.
- Die Gesundheitspflege in Kronstadt im 19. Jahrhundert. Gött & Sohn, Kronstadt 1892.